# Amici del Vento
Amici del Vento (en français: Amis du Vent) est un groupe de musique italien, l’un des fondateurs de la Musique alternative de droite. 
Le groupe a fait ses débuts à Turin, mais a ensuite fait référence principalement à l'environnement néo-fasciste de Milan.

## Histoire
Les Amici del Vento sont apparus en tant que groupe en 1975 à l’initiative de Carlo Venturino, militant néo-fasciste et étudiant en médecine, auteur de chansons interprétées avec des amis (Noi, Vecchi amici, Trama nera), Cristina Constantinescu, sa petite-amie et chanteuse, son frère Marco Venturino à la deuxième guitare et Guido Giraudo directeur de la FUAN milanaise, en tant que présentateur. Leurs chansons ont commencé à se répandre parmi les jeunes de droite et le groupe a donc tenu ses premiers concerts. En 1976, débuts à Rome, lors d'un concert historique au Teatro delle Muse, organisé par le groupe Éowyn. Une affiche sérigraphiée pour la publicité du concert est conçue par Flavia Perina. La première cassette audio Trama Nero est enregistrée en 1977 avec des moyens non professionnels.
Une période de plus grande activité suit avec la participation à des concerts et à des événements. De nouvelles chansons sont enregistrées, y compris celle qui donne le titre à la deuxième cassette audio, Girotondo. Également en 1977, le frère de Cristina, Fabio, guitaristes, est ajouté au groupe. La dernière partie des années soixante-dix a également vu la naissance des Campi Hobbit, rassemblements nationaux organisés par les jeunes du Mouvement social italien, auxquels ont participé les chanteurs et les groupes de musique alternative de l’époque, où les Amici del Vento ont connu un grand succès. 

### Décès de Carlo et fin du groupe
Le dernier concert de Carlo a lieu en 1983 à l'Associazione Nazionale Paracadutisti di Milano. Quelques semaines plus tard, le 27 décembre, le fondateur du groupe meurt des suites d'un accident de moto. 
Les traces des membres restants sont perdues pendant trois ans, lorsque son frère Marco Venturino, devenu médecin décide d'organiser un concert à Milan en mémoire de son frère disparu. De nouvelles chansons sont écrites et les œuvres inédites de Carlo sont publiées, rassemblées dans une troisième cassette : Old Rebel en 1993.
Les concerts reprennent, bien que moins intenses qu'avant, avec d'autres groupes néo-fascistes. En 1996, le premier CD, Progressista Rap, sort. 
Le groupe s'est à nouveau réuni le 2 mai 2010 pour un concert dans le cadre de la Journée de mémoire de Sergio Ramelli au Lido de Milan tandis que Giraudo a publié un dernier CD intitulé Opera Omnia. Pendant des décennies après la fin de l'activité du groupe, certaines de ses chansons ont été interprétées comme des hymnes par des militants italiens d'extrême droite.

## Discographie

### Trama nera(1977)
1. Noi – 3:13 (Carlo Venturino)
2. Vecchi amici – 2:34 (Carlo Venturino)
3. Lettera a un bambino buttato via – 3:31 (Carlo Venturino)
4. Fior tra i capelli – 2:18 (Alberto Clivati – Carlo Venturino)
5. La ballata del compagno – 5:21 (Carlo Venturino)
6. Nel suo nome – 2:23 (Carlo Venturino)
7. Incontro – 3:14 (Carlo Venturino – Marco Venturino)
8. Camice bianco – 3:26 (Carlo Venturino)
9. Dedicata ad una margherita nata su un muro di un carcere – 3:04 (Carlo Venturino)
10. Amici miei – 3:52 (Carlo Venturino)
11. Trama nera – 4:57 (Carlo Venturino)

### Girotondo
1. Ritorno – 2:40 (Carlo Venturino)
2. Girotondo – 3:53 (Carlo Venturino – Marco Venturino)
3. Tre storie – 3:23 (Carlo Venturino)
4. Giornalista di regime – 4:27 (Marco Venturino)
5. La luna e il cavaliere del sole – 2:42 (Carlo Venturino)
6. Canto di galera – 3:00 (Carlo Venturino)
7. Angioletto – 5:50 (Marco Venturino)
8. Saigon – 3:14 (Carlo Venturino)
9. Franco tiratore – 2:30 (Alberto Clivati – Carlo Venturino)
10. Forchette nazionali – 2:57 (Marco Venturino)
11. Non parlare – 2:18 (Carlo Venturino)
12. Amici del vento – 3:20 (Carlo Venturino)

### Vecchio ribelle(1993)
1. Scudiero – 3:24 (Marco Venturino – Carlo Venturino)
2. Il nostro tempo – 2:15 (Carlo Venturino)
3. Patria – 2:58 (Marco Venturino – Carlo Venturino)
4. Droga – 2:39 (Marco Venturino – Carlo Venturino)
5. Vecchio ribelle – 6:14 (Marco Venturino)
6. Andare via – 4:26 (Marco Venturino)
7. Afghanistan – 3:39 (Carlo Venturino)
8. Anni '70 – 5:00 (Marco Venturino)
9. A Carlo – 4:50 (Marco Venturino)

### Progressista Rap(1996)
1. Progressista Rap – 4:32 (Marco Venturino)
2. Berlino – 3:15 (Marco Venturino)
3. Lettera ad un ragazzo della classe '80 – 2:50 (Guido Giraudo – Marco Venturino)
4. Ritorno – 2:58 (Carlo Venturino)
5. Droga – 2:58 (Carlo Venturino)
6. L'identità – 6:10 (Marco Venturino)
7. Amici del vento – 3:41 (Carlo Venturino)
8. Anni '70 – 4:43 (Marco Venturino)
9. Gatto nero – 4:01 (Guido Giraudo – Marco Venturino)
10. Vecchio ribelle – 6:12 (Marco Venturino)
11. Rivolta – 4:03 (Marco Venturino)